# Monforte de Lemos
Monforte de Lemos est une ville d'Espagne, en Galice, dans la province de Lugo. Cette ville est la capitale de la comarque de Terra de Lemos (gl) et de la région viticole de Ribeira Sacra.

## Géographie
Monforte de Lemos est située dans une vallée entre les fleuves Minho et Sil, 62 kilomètres au sud de Lugo, capitale de la province.

## Culture et patrimoine

### Pèlerinage de Compostelle
Monforte de Lemos se trouve sur le Camino de Invierno, un des chemins secondaires du pèlerinage de Saint-Jacques-de-Compostelle, qui commence à Ponferrada. À 132 kilomètres avant Saint-Jacques-de-Compostelle, la ville est le point de départ de l'itinéraire minimal pour les pèlerins qui souhaitent obtenir la Compostela, le certificat officiel de pèlerinage délivré par la cathédrale de Saint-Jacques-de-Compostelle.
Au début de 2019, il n'y a pas d'hébergements de pèlerins, mais il y a plusieurs hôtels et pensions.

### Monuments religieux et civil

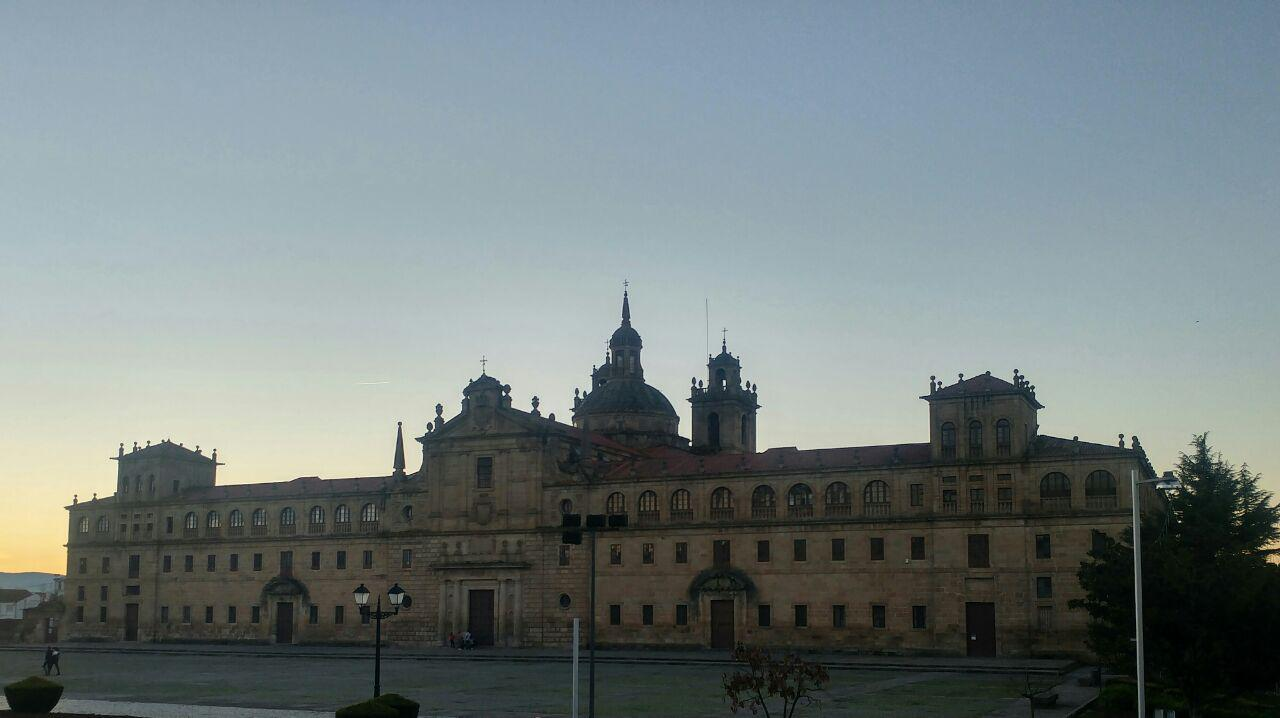
Colegio de Nuestra Señora de la Antigua.

- Colegio de Nuestra Señora de la Antigua (gl), fondé en 1593 et considéré comme l'Escurial galicien ;
- Monastère de San Vicente del Pino (XVIe siècle) ;
- Château médiéval ;
- Vieux pont (XVIe siècle) ;
- Place d'Espagne ;
- Musée ferroviaire de Galice.

## Personnalités liées à la commune
- Lois Pereiro (1958-1996), poète et écrivain galicien;
- Julia Otero (1959-), présentatrice de télévision et radio galicienne.